# Гиорги Шермадини
Гиорги Шермадини (груз. გიორგი შერმადინი; Мцхета, 2. април 1989) грузијски је кошаркаш. Игра на позицији центра, а тренутно наступа за 1939 Канаријас.

## Биографија
Каријеру је почео у екипи Макабија из Тбилисија са којим је дебитовао у сезони 2005/06. У новембру 2008. године је потписао уговор са Панатинаикосом. Са грчким клубом је већ у првој сезони освојио три трофеја Евролигу, Првенство и Куп Грчке док је у другој сезони још једном освојио Првенство Грчке. У октобру 2010. године је позајмљен екипи Унион Олимпија за сезону 2010/11. Са клубом из Љубљане је освојио Куп Словеније. Сезону 2011/12. је провео у екипи Кантуа. Сезону 2012/13. почиње у екипи Макаби Тел Авива и са њима у октобру 2012. осваја Лига куп Израела. Међутим већ у децембру 2012. напушта Макаби и прелази у Олимпијакос. Са клубом из Пиреја је остао до краја сезоне 2012/13. и освојио Евролигу. Сезону 2013/14. почиње у екипи Сарагосе да би у фебруару 2014. године поново прешао у Олимпијакос са којим проводи остатак сезоне. Сезону 2014/15. је провео у екипи Кантуа. Од 2015. до 2017. године је играо за екипу Андоре да би након тога две сезоне био играч Уникахе. Од јула 2019. је играч Канаријаса.
Са репрезентацијом Грузије је наступао на четири Европска првенства — 2011, 2013, 2015. и 2017. године.

## Успеси

### Клупски
- Панатинаикос:
  - Евролига (1): 2008/09.
  - Првенство Грчке (2): 2008/09, 2009/10.
  - Куп Грчке (1): 2009.
- Унион Олимпија:
  - Куп Словеније (1): 2011.
- Макаби Тел Авив:
  - Лига куп Израела (1): 2012.
- Олимпијакос:
  - Евролига (1): 2012/13.
- 1939 Канаријас:
  - ФИБА Лига шампиона (1): 2021/22.